# تيري ديكسون (رسام)
تيري ديكسون (بالإنجليزية: Terry Dixon)‏ هو رسام أمريكي، ولد في 1969.